# Амон (Ајдахо)
Амон (енгл. Ammon) град је у америчкој савезној држави Ајдахо.

## Демографија
По попису из 2010. године број становника је 13.816, што је 7.629 (123,3%) становника више него 2000. године.
| Група             | 2000.         | 2010.          |
| Белци             | 5.864 (94,8%) | 12.515 (90,6%) |
| Афроамериканци    | 17 (0,3%)     | 73 (0,5%)      |
| Азијати           | 35 (0,6%)     | 113 (0,8%)     |
| Хиспаноамериканци | 193 (3,1%)    | 884 (6,4%)     |
| Укупно            | 6.187         | 13.816         |